# Susan Strasberg
Susan Strasberg (Nueva York; 22 de mayo de 1938 - Ibídem; 21 de enero de 1999) fue una actriz estadounidense.

## Vida personal
Su nombre completo era Susan Elizabeth Strasberg, y nació en la ciudad de Nueva York. Sus padres eran el director teatral y profesor de interpretación Lee Strasberg y la actriz teatral Paula Strasberg. Su hermano, John Strasberg, es también profesor de interpretación. Strasberg tuvo una hija, Jennifer Robin (nacida el 14 de marzo de 1966 en Los Ángeles), con el actor Christopher Jones, con el que compartió un breve matrimonio. 
Susan Strasberg falleció en 1999 en Nueva York tras una larga lucha contra un cáncer de mama. Sus restos fueron incinerados y las cenizas esparcidas en el mar. 

## Carrera
Tras una muy alabada actuación como adolescente en el film Picnic, Strasberg hizo, con 18 años de edad, el papel del título en la producción representada en Broadway de El diario de Ana Frank, siendo nominada a un Premio Tony. La importancia de su actuación quedó simbolizada cuando Julie Harris le dio un pañuelo que Helen Hayes había utilizado interpretando Victoria Regina, y que ella había dado a Harris por el gran trabajo de esta última en I Am a Camera.  
Strasberg también protagonizó un film italiano sobre el holocausto, Kapò, el cual fue nominado al Óscar a la mejor película extranjera de 1960. Se daba la circunstancia de que la actriz vivió varios años en Italia, deleitándole que en italiano fuera llamada "La Strasberg".
Strasberg escribió dos libros: Bittersweet, una autobiografía en la cual hablaba sobre sus tumultuosas relaciones con los actores Richard Burton y Christopher Jones, así como de la lucha de su hija con una grave enfermedad, y Marilyn and Me: sisters, rivals, friends, en el cual hablaba de su relación con Marilyn Monroe.

## Televisión

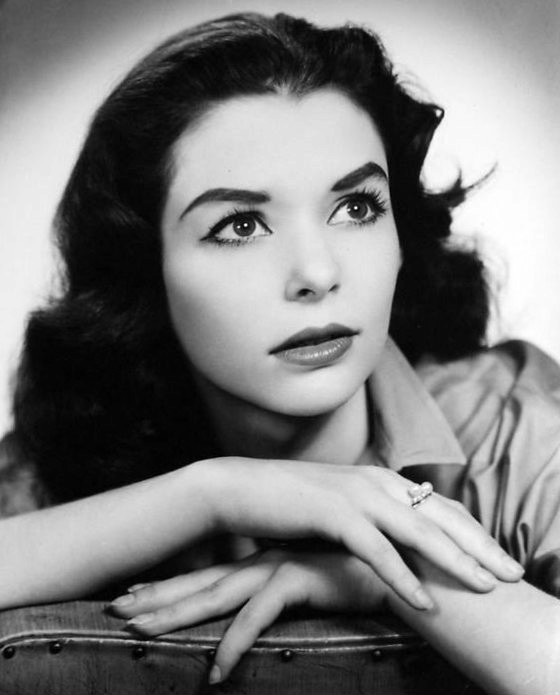
Susan Strasberg en los años cincuenta.

Strasberg fue una frecuente artista invitada en diversos programas televisivos de las décadas de 1960 a 1980, entre ellos El virginiano, Los invasores, Bonanza, The F.B.I., Breaking Point, Burke's Law, The Streets of San Francisco, Galería Nocturna, McCloud, Alias Smith & Jones, Remington Steele y The Rockford Files.

## Filmografía
- The Cobweb (1955)
- Picnic (1955)
- 1955 Motion Picture Theatre Celebration (1955) (corto)
- Stage Struck (1958)
- Kapò (1959)
- Taste of Fear (1961)
- The Shortest Day (1962)
- Disorder (1962)
- Hemingway's Adventures of a Young Man (1962)
- The High Bright Sun (1964)
- The Trip (1967)
- Psych-Out (1968)
- The Name of the Game Is Kill (1968)
- Chubasco (1968)
- The Brotherhood (1968)
- Sweet Hunters (1969)
- The Sisters (1969)
- The Other Side of the Wind (1972) (inacabada)
- So Evil, My Sister (1974)
- The Legend of Hillbilly John (1974)
- The Stronger (1976) (corto)
- Sammy Somebody (1976)
- Rollercoaster (1977)
- The Manitou (1978)
- In Praise of Older Women (1978)
- Acting: Lee Strasberg and the Actors Studio (1981) (documental)
- Cumpleaños sangriento (1981)
- The Returning (1983)
- Sweet 16 (1983)
- The Delta Force (1986)
- Remembering Marilyn (1987) (documental)
- Marilyn Monroe: Beyond the Legend (1987) (documental)
- The Runnin' Kind (1989)
- Prime Suspect (1989)
- Schweitzer (1990)
- The Cherry Orchard (1992)